# Sparkasse Karmarschstraße

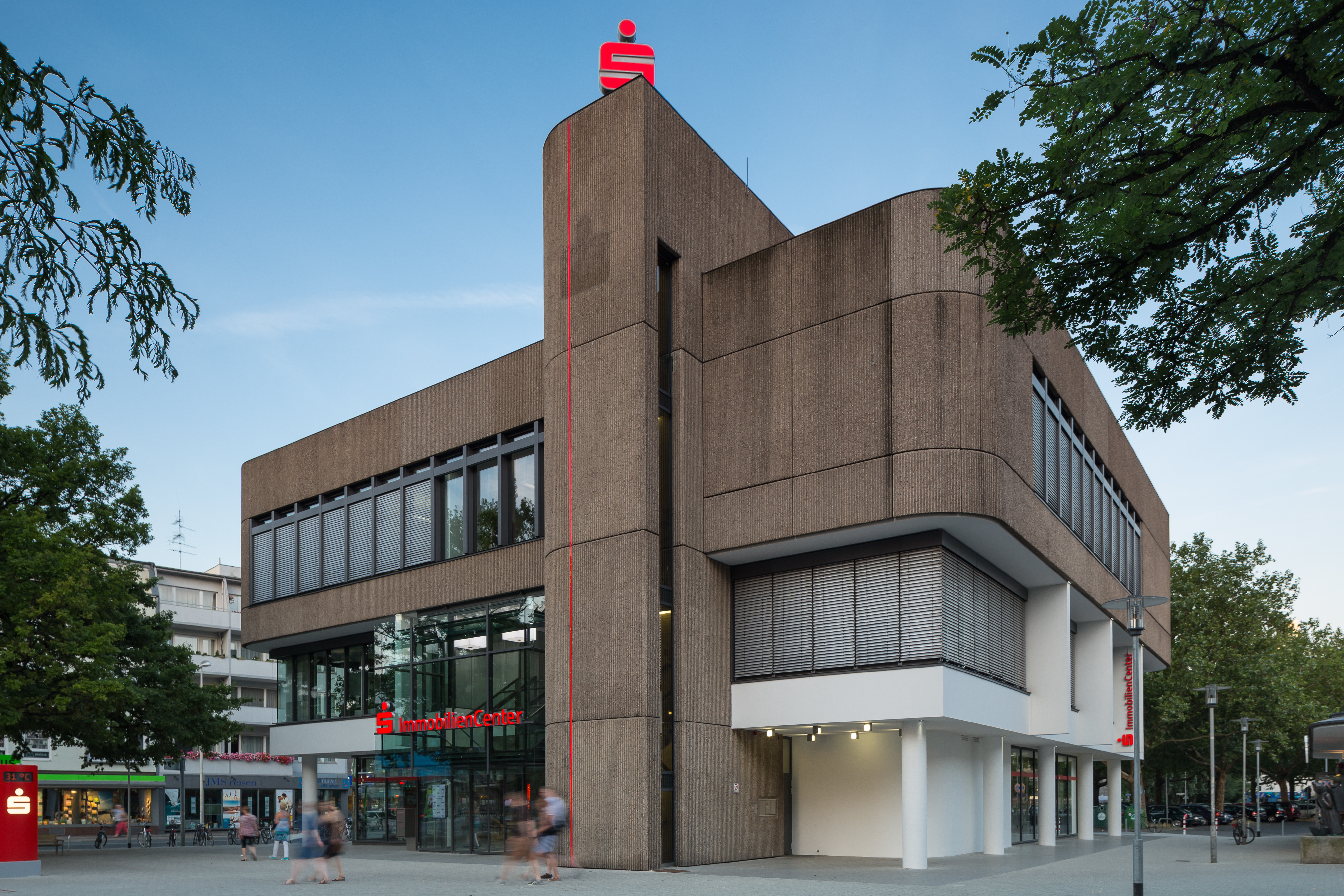
Sparkasse Karmarschstraße

Die Sparkasse Karmarschstraße ist ein Bürogebäude in der niedersächsischen Landeshauptstadt Hannover in der Karmarschstraße im Stadtteil Mitte. Das unter Denkmalschutz stehende Gebäude wurde 1973 von der Stadtsparkasse Hannover als Solitärbau durch die hannoversche Architektengemeinschaft Hiltmann-Piper-Bollmann errichtet. Damit wurde die letzte Baulücke in der Karmarschstraße geschlossen. Das Bürogebäude steht neben der Markthalle Hannover und gegenüber dem Alten Rathaus. 
Das freistehende Gebäude hat einen annähernd quadratischen Grundriss. Die Gebäudeecken sind durch Rundungen entschärft. Die horizontale Fassadengliederung variiert in allen Geschossen. Das Erdgeschoss ist zurückspringend gestaltet und die Stützen des Stahlbetonskelettbaus treten hervor. Die Obergeschosse sind stufenweise auskragend angeordnet. Das Gebäude verfügt über ein Flachdach, auf dem sich als Aufbauten für Technikräume, Aufzugsüberfahrten und eine Wohnung befinden. Die Fassade ist durch Wandbekleidungen mit einer sandgestrahlten Riffelbetonstruktur und braun eloxiertem Leichtmetall gestaltet.
Aufgrund der horizontalen Fassadenlinie erinnert das Gebäude nach Auffassung von Denkmalpflegern an Bauten der Klassischen Moderne, vor allem an die von 1928 bis 1931 erbaute Villa Savoye von Le Corbusier bei Paris. Ebenso gibt es Übereinstimmungen zur 1968 errichteten Kunsthalle Bielefeld aufgrund des hohen, auf Pilotis ruhenden Obergeschosses. 
2010 ließ das Geldinstitut das Bankgebäude vom Architekturbüro Schulze & Partner umbauen. Es erhielt größere Glasfronten, weiße Putzflächen und rote Leuchtstreifen.